# 天耀站
天耀站（英語：Tin Yiu Stop）是港鐵輕鐵的一個車站。代號445，屬單程車票第4收費區。此站為天耀及週邊地區居民提供服務。屯馬綫天水圍站亦設有出口連接本站，方便乘客在屯馬綫和輕鐵間轉乘。因此，此站為天水圍站外另一個指定屯馬綫的轉車站。車站處於天耀路和天河路的交界，在天耀邨對出。

## 車站結構

### 車站樓層
| 地面              | 出口 | 天耀路、天盛商場、天盛苑 |   |  |
| 地面              | 月台 | \| 側式 · 開左邊车门 \| \| \| \| \| \| \| \| 輕鐵706綫天水圍循環綫（樂湖） 輕鐵720綫往天榮（樂湖） 輕鐵761P綫往天逸（樂湖） \| 1 \| \| \| \| 2 \| 輕鐵705綫天水圍循環綫（天水圍） 輕鐵761P綫往元朗（坑尾村） \| \| \| \| 側式 · 開左邊车门 \| \| \| \| \| |   |  |
| 地面              | 出口 | 天耀商場、天耀邨、巴士總站、天水圍站 |   |  |
| 側式 · 開左邊车门 |      | |   |  |
|                   |      | 輕鐵706綫天水圍循環綫（樂湖） 輕鐵720綫往天榮（樂湖） 輕鐵761P綫往天逸（樂湖） | 1 |  |
|                   | 2    | 輕鐵705綫天水圍循環綫（天水圍） 輕鐵761P綫往元朗（坑尾村） |   |  |
| 側式 · 開左邊车门 |      | |   |  |

### 車站周邊
- 天耀邨
- 天盛苑
- 天耀廣場
- 天盛商場
- 天水圍警署
- 天水圍消防局
- 天水圍救護站
- 天主教培聖中學
- 天水圍官立中學
- 聖葉理諾堂
- 元朗信義中學
- 伊利沙伯中學舊生會小學
- 基督教香港信義會元朗信義中學
- 屯馬綫天水圍站

## 歷史
輕鐵客務中心
天耀站旁原設有以貨櫃改建的臨時輕鐵客務中心，但已於2007年8月5日停用。使用客務中心服務的乘客或市民，需要前往分別位於港鐵天水圍站的港鐵客務中心或位於輕鐵天逸站的輕鐵客務中心。

## 外部連結
- 港鐵公司－輕鐵街道圖 （页面存档备份，存于）
- 港鐵公司－輕鐵行車時間表（页面存档备份，存于）